# Marinivka
Marínivka o Marínovka (en ucraniano: Маринівка, en ruso: Мариновка) es un poblado del raión de Shajtarsk en el óblast de Donetsk, Ucrania.
- Datos: Q4281528
- Multimedia: Marynivka (Horlivka Raion) / Q4281528